# 刁汊湖
刁汊湖或作汈汊湖，是一个位于中国湖北省汉川市境内的湖泊。2014年的报道称刁汊湖是中国最大的内陆型封闭式湖泊。
20世纪初，湖泊来水面积为2500多万亩。在1950年代，仍有水面近91万亩。湖泊跨越汉川县、天门县、应城县、孝南区、云梦县数县区，面积约为85.8平方千米，平均水深约为0.9米，蓄水量约为7700万立方米。1970年代后，因围湖造田、鱼塘开发，至2010年代，仅存面积12.6万亩，其中原生态湖面3万亩，其余部分分割为独立鱼塘。同时，湖泊环境受跨界污染困扰。